# 隹部
隹部（）は、漢字を部首により分類したグループの一つ。
康熙字典214部首では172番目に置かれる（8画の6番目、戌集の6番目）。

## 概要

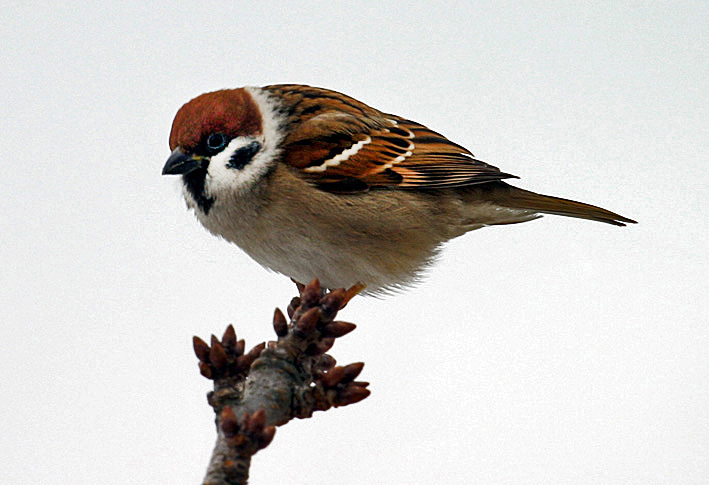
雀

「隹」字は『説文解字』によると尾の短い鳥類の総称とされ、側面から見た鳥を象っている。
偏旁の意符としては鳥に関することを示す。また「推」や「誰」のように声符としても多く使われている。
隹部は上記のような意符を構成要素に持つ漢字を収めている。

## 字体のデザイン差
印刷書体（明朝体）における「隹」字の3画目（上側中央の筆画）には地域による差異がある。『康熙字典』はこれを短い左払いとし、日本・韓国はこれに従う。一方、中国の新字形・台湾の国字標準字体・香港の常用字字形表ではこれを点画とし、「亠」系統の字形と統一させている。
| 康熙字典 日本 韓国 | 中国 台湾 香港 |
| ------------------ | -------------- |
| 隹                 | 隹             |

## 部首の通称
- 日本：ふるとり（鳥部の部首である鳥と区別して、「舊（旧）（ふるいの意）」の字に使われている鳥であることから）
- 韓国：새추부（sae chu bu、とりの隹部）
- 英米：Radical short Tailed Bird

## 部首字
隹
- 中古音
  - 広韻 - 職追切、脂韻、平声
  - 詩韻 - 支韻、平声
  - 三十六字母 - 照母三等
- 現代音
  - 普通話 - ピンイン：zhuī 注音：ㄓㄨㄟ ウェード式：chui1
  - 広東語 - Jyutping:zeoi1 イェール式:jeui1
- 日本語 - 音：スイ（漢音・呉音） 訓：とり
- 朝鮮語 - 音：추(chu) 訓：새（sae、とり）

## 例字
- 隹
  - 2:隻・隼、3:雀、4:雅（雅5）・雁・雇・集・雄、5:雎・雋・雉・雍、6:雌、8:雕、9:雖、10:雛・雜（雑6）・雙（双→又部）、11:難（難10）・離、16:𩁧
    - 20:雧（集4）、27:䨊

### 最大画数
30:𩁵